# Tendencia Revolucionaria
La Tendencia Revolucionaria, Tendencia Revolucionaria Peronista, o simplemente la Tendencia o peronismo revolucionario, fue el nombre que recibió en Argentina, una corriente del peronismo nucleada alrededor de las organizaciones guerrilleras FAR, FAP, Montoneros y la Juventud Peronista. Conformada progresivamente en las décadas de 1960 y 1970, y denominada así a inicios de 1972, estuvo integrada por varias organizaciones que adoptaron una postura combativa y revolucionaria, en la que el peronismo era concebido como una forma de socialismo cristiano, adaptado a la situación de Argentina ("socialismo nacional"), según la definición del propio Juan D. Perón. La Tendencia fue apoyada y promovida por Perón, durante la etapa final de su exilio, debido a su capacidad para combatir a la dictadura autodenominada Revolución Argentina. Tuvo una gran influencia en la Resistencia peronista (1955-1973) y la primera etapa del tercer peronismo, cuando Héctor J. Cámpora fue elegido presidente de la Nación el 11 de marzo de 1973.
La Tendencia Revolucionaria estaba integrada por Montoneros-FAR como organización núcleo y un conjunto de organizaciones no militares, a saber: Juventud Peronista Regionales (JP), Agrupación Evita de la Rama Femenina del Movimiento Peronista (AE), Juventud Universitaria Peronista (JUP), Juventud Trabajadora Peronista (JTP), Movimiento Villero Peronistas (MVP), Movimiento de Inquilinos Peronistas y Unión de Estudiantes Secundarios (UES).

## Origen de la denominación
Cuenta María Laura Lenci que la denominación Tendencia Revolucionaria apareció en enero de 1972 en el Consejo Provisorio de la Juventud Peronista en el cual se delimitaron dos líneas: la que apoyaba la lucha armada (Tendencia Revolucionaria) y otra que la rechazaba (Comando de Organización y Guardia de Hierro). El nombre Tendencia Revolucionaria del Peronismo se utilizó por primera vez en el Segundo Congreso del Peronismo Revolucionario reunido en Córdoba en enero de 1969 para definir a los grupos que se encontraban a favor de la lucha armada. Genéricamente se incluyeron en la denominación a un conjunto heterogéneo de actores y organizaciones que adscriben al peronismo como identidad política y proponen desde él una salida revolucionaria a la crisis del sistema, es decir postulan la construcción del “socialismo nacional” y avalan la metodología de la lucha armada.

## Integrantes
Integraban La Tendencia las organizaciones Montoneros, FAR, Juventud Peronista Regionales, Juventud Universitaria Peronista (JUP), Juventud Trabajadora Peronista (JTP), Unión de Estudiantes Secundarios (UES), Agrupación Evita y Movimiento Villero Peronista (MVP). En un sentido más amplio, algunos autores incluyen también en la Tendencia a sectores que no estaban subordinados a Montoneros ni a las FAR, como las Fuerzas Armadas Peronistas, el Peronismo de Base y el Movimiento Revolucionario 17 de octubre. Por su parte, figuras del ámbito artístico, intelectual, político y sindical que militaban en las filas del peronismo combativo pero no pertenecían orgánicamente a ninguna de estas organizaciones también eran reconocidas como integrantes de la Tendencia Revolucionaria. 
En este sentido amplio, la Tendencia abarcaba una amplia corriente de organizaciones, militantes y simpatizantes de una postura revolucionaria del peronismo cuya nómina no exhaustiva es la siguiente:
| Sigla            | Nombre                                          | Fuentes             |
| ---------------- | ----------------------------------------------- | ------------------- |
| ARP              | Acción Revolucionaria Peronista                 | [ 4 ] [ 5 ]         |
|                  | Agrupación de Artesanos Peronistas              | [ 4 ] [ 6 ]         |
| AE               | Agrupación Evita de la Rama Femenina            | [ 4 ] [ 7 ]         |
| CGTA             | CGT de los Argentinos                           | [ 4 ]               |
|                  | Comando Camilo Torres                           | [ 4 ] [ 8 ]         |
| CRU              | Comando Revolucionario Universitario            | [ 4 ] [ 9 ]         |
| CPL              | Comandos Peronistas de Liberación               | [ 4 ] [ 10 ] [ 11 ] |
|                  | Descamisados                                    | [ 4 ]               |
| FLP              | Frente de Lisiados Peronistas                   | [ 4 ] [ 12 ]        |
| FRP              | Frente Revolucionario Peronista                 | [ 4 ] [ 13 ]        |
| FAP              | Fuerzas Armadas Peronistas                      | [ 4 ]               |
| FAP17            | Fuerzas Armadas Peronistas 17 de octubre        | [ 4 ]               |
| JAEN             | Juventud Argentina por la Emancipación Nacional | [ 14 ]              |
|                  | Montoneros                                      | [ 4 ]               |
| MIP              | Movimiento de Inquilinos Peronistas             | [ 4 ] [ 15 ]        |
| MPM              | Movimiento Peronista Montonero                  | [ 4 ]               |
| MRP              | Movimiento Revolucionario Peronista             | [ 4 ] [ 13 ]        |
| MR 17            | Movimiento Revolucionario 17 de Octubre         | [ 4 ] [ 16 ]        |
| MVP              | Movimiento Villero Peronista                    | [ 4 ] [ 17 ]        |
| OP17             | Organización Peronista 17 de Octubre            | [ 4 ] [ 13 ]        |
| PB               | Peronismo de Base                               | [ 4 ]               |
| PB 17 de Octubre | Peronismo de Base 17 de Octubre                 | [ 4 ] [ 18 ]        |
| UES              | Unión de Estudiantes Secundarios                | [ 4 ]               |

Dentro de la Juventud Peronista estuvieron:
| Sigla | Nombre                            | Fuentes             |
| ----- | --------------------------------- | ------------------- |
| FPL   | Frente Peronista de Liberación    | [ 4 ] [ 13 ] [ 19 ] |
| JP    | Juventud Peronista                | [ 4 ]               |
| JPB   | Juventud Peronista Barrial        | [ 4 ] [ 20 ]        |
| JRP   | Juventud Revolucionaria Peronista | [ 4 ] [ 4 ] [ 13 ]  |
| JTP   | Juventud Trabajadora Peronista    | [ 4 ] [ 21 ]        |
| JUP   | Juventud Universitaria Peronista  | [ 4 ]               |
| MJP   | Movimiento Juventud Peronista     | [ 4 ] [ 22 ]        |

## Historia

### La Resistencia Peronista
Luego del golpe de Estado que derrocó al presidente constitucional Juan D. Perón en 1955 y la instalación de una dictadura autodenominada Revolución Libertadora que proscribió al peronismo y buscó "desperonizar" a la población, la ciudadanía peronista inició un proceso de lucha que se conoce como la Resistencia peronista. En un primer momento, la lucha contra la dictadura y la proscripción se centró en la posibilidad de un levantamiento militar peronista, apoyado por acciones de sabotaje por grupos civiles, principalmente fabril.
Pero luego del fracaso del levantamiento del general Juan José Valle en 1956 y el terrorismo de Estado al que se recurrió para reprimirlo, mediante fusilamientos ilegales y clandestinos, un sector del peronismo comenzó a transitar un camino insurreccional, apoyado en la lucha armada guerrillera, identificado con los procesos nacionalistas y revolucionarios de liberación nacional que se fueron multiplicando en el Tercer Mundo en esos años, como la Revolución china de 1949, la Guerra de Liberación de Argelia, la Guerra de Vietnam (1955-1973), y muy especialmente la Revolución cubana (1958) y la presencia protagónica en la misma del argentino Ernesto Che Guevara.
En ese camino insurreccional del peronismo, jugó un papel muy importante la decisión de Perón de designar a John William Cooke (1919-1968) como su representante personal en Argentina y en su nombre presidir la totalidad de las fuerzas peronistas. Cooke venía del movimiento estudiantil reformista yrigoyenista intransigente, y fue uno de quienes conformaron inicialmente el peronismo, siendo elegido diputado nacional en 1946, con solo 25 años. Cooke se destacó durante las dos primeras presidencias de Perón, por su pensamiento antiimperialista y antioligárquico. Cooke juega un papel importante en el pacto Perón-Frondizi que permitió que este último fuera elegido presidente en 1958, pero ante la incapacidad del frondizismo de desprenderse del control militar y abrir un proceso democrático, Cooke concluye que solo una vía revolucionaria podría permitir la instalación de una verdadera democracia en Argentina.

### La lucha insurreccional: FAR y Montoneros

Sello de Montoneros

El conflicto político y social se radicalizó en Argentina, luego del derrocamiento del radical Arturo Illia en 1966 y la instalación de una dictadura permanente autodenominada Revolución Argentina que dispuso la abolición de los partidos políticos, siguiendo los dictados de la Doctrina de la Seguridad Nacional establecida por Estados Unidos para América Latina en el marco de la Guerra Fría. En ese período se producen decenas de insurrecciones populares, como el Cordobazo, el Rosariazo, el Tucumanazo, etc, con una alta movilización del movimiento estudiantil y los sindicatos. En ese contexto surgen varias organizaciones guerrilleras, entre ellas FAR (1969) -de ideología marxista peronista- y Montoneros (1970) -de ideología católica peronista-.
Por entonces la lucha armada revolucionaria se extendía por gran parte de América Latina, desde los Tupamaros en Uruguay, hasta los sandinistas en Nicaragua. El propio Che Guevara había sido asesinado en 1967 cuando había abierto un frente guerrillero en Bolivia, muy cerca de la frontera con Argentina, desde donde recibía suministros y apoyo.
Simultáneamente un sector muy importante de la Iglesia Católica latinoamericana, desarrolló un pensamiento y una acción de compromiso con "los pobres", solidaria con los movimientos de liberación, que adoptó precisamente la denominación de Teología de la Liberación. En Argentina esa corriente se manifestó a través de la revista Cristianismo y Revolución y el Movimiento de Sacerdotes para el Tercer Mundo (1967), creando a su vez el movimiento de curas villeros. Muchos de sus miembros integrarán La Tendencia.
Perón apoyó explícitamente a las organizaciones guerrilleras, a las que denominó "formaciones especiales", y realizó una "actualización" de su pensamiento político, caracterizando al peronismo como un "movimiento de liberación nacional" que al igual que otros similares en el Tercer Mundo, luchaba por establecer el socialismo, que en el caso de Argentina debía tener características propias y ser de inspiración cristiana. Nombró también a uno de los líderes montoneros, Rodolfo Galimberti, como titular de la Juventud Peronista en el Consejo Superior Peronista, quien a su vez procedió a organizarla sobre la base de un sistema de organizaciones territoriales regionales, razón por la cual es conocida como JP-Regionales.
En 1970, la lucha guerrillera y las insurrecciones populares produjeron el colapso de plan de dictadura permanente que lideraba el general Juan Carlos Onganía. Onganía fue derrocado por un golpe interno y los sectores del poder militar y conservador aceptaron que no era posible excluir al peronismo de la vida política argentina, iniciando una "salida" electoral que llevó el nombre de Gran Acuerdo Nacional (GAN), incluyendo al peronismo, pero liderada por las Fuerzas Armadas.

### "Luche y vuelve"
En 1972 Perón, secundado por Héctor J. Cámpora como delegado personal, FAR y Montoneros y la Juventud Peronista, decide desconocer el GAN, para impulsar una salida electoral acordada exclusivamente entre civiles (partidos políticos, sindicatos y organizaciones empresariales). En ese momento la Tendencia se identifica como tal. Luego de la Masacre de Trelew cometida por la Marina el 22 de agosto de 1972 con el fin de cancelar la salida democrática, la Juventud Peronista comienza a presionar para que Perón retorne al país, en abierto desafío a la dictadura. Perón acepta la propuesta y designa a uno de los miembros relevantes de la Tendencia, Juan Manuel Abal Medina, que entonces tenía 27 años, como secretario general del Movimiento Nacional Justicialista y la misión de dirigir el Operativo Retorno. La consigna que utiliza la Tendencia es "Luche y vuelve".
El Operativo Retorno resultó exitoso y Perón volvió finalmente al país el 17 de noviembre de 1972, haciendo fracasar definitivamente el GAN impulsado por la dictadura y constituyéndose en eje de un pacto civil democrático, con los partidos políticos, los sindicatos y los empresarios, simbolizado por el abrazo con el líder radical Ricardo Balbín, luego de años de enemistad política.

### El Frejuli
El papel jugado en el colapso de la dictadura y el éxito del Operativo Retorno, fortaleció a la Tendencia, haciéndole ganar popularidad. En esas condiciones se realizan las elecciones del 11 de marzo de 1973. El peronismo integró un gran frente electoral llamado Frente Justicialista de Liberación (Frejuli), con fuerzas que en el pasado habían sido antiperonistas, como el frondizismo, el conservadurismo popular y un sector de la democracia cristiana. Debido a las restricciones impuestas por la dictadura, Perón no pudo presentarse como candidato, resultando nominado para la presidencia Héctor J. Cámpora, secundado por el conservador popular Vicente Solano Lima. Cámpora había establecido una sólida relación con La Tendencia.
El Movimiento Peronista por entonces, estaba integrado por cuatro ramas (política, sindical, femenina y juventud), entre las que se debían distribuir igualitariamente las posiciones de poder. Debido a que la Tendencia controlaba la juventud, en la distribución de las posiciones compitió principalmente con la rama sindical, cuya mayoría se definió como justicialista "ortodoxo". Esa competencia abrió un conflicto entre la Tendencia y otros grupos del peronismo combativo, con los sectores que se reconocían como "ortodoxos", que se extendería a lo largo del gobierno peronista (1973-1976). De este modo varios gobernadores y vicegobernadores, así como senadores y diputados nacionales e intendentes, fueron miembros o mantenían relaciones cercanas a las posturas de la Tendencia.

### El gobierno de Cámpora
Asumido el gobierno democrático el 25 de mayo de 1973, la Tendencia desplegó sus organizaciones de masas por frente (JP-Regionales, JUP, UES, JTP, Agrupación Evita, MVP), que ampliaron considerablemente su popularidad y la militancia, sobre todo juvenil. Desde el gobierno nacional y los gobiernos provinciales, la Tendencia impulsó considerables cambios sociales, como reformas agrarias, la industrialización del interior del país, el aumento del salario real, la educación de adultos, el ingreso irrestricto a las universidades públicas, el fortalecimiento de los cuerpos de delegados en las empresas, el ingreso de Argentina al Movimiento de Países No Alineados (MNOAL), etc.
Simultáneamente la Tendencia comenzó a ser atacada violentamente debido a su ideología combativa, utilizando adjetivos descalificativos como "zurdos" o "infiltrados", esta última expresión relacionada con la acusación de "infiltración marxista en el peronismo". Un hecho decisivo de este conflicto fue la Masacre de Ezeiza del 20 de junio de 1973, en ocasión de la vuelta definitiva de Perón al país, cuando las columnas de la Tendencia que intentaban acercarse al palco, fueron atacadas y reprimidas por grupos armados que respondían a los sectores "ortodoxos".